# Nati nel 1915/Novembre
| Questa pagina contiene informazioni ricavate automaticamente dalle voci biografiche con l'ausilio del template Bio e di un bot. L'aggiornamento è periodico e automatico e ricostruisce completamente la pagina. Se manca una persona in questa lista, sei pregato di non aggiungerla, ma accertati piuttosto che la sua voce biografica contenga il template Bio e che i dati anagrafici siano correttamente compilati. Se il template Bio manca, inseriscilo tu stesso o, in alternativa, metti l'avviso {{tmp\|Bio}} che ne segnala la mancanza. Se i dati riportati sono sbagliati, correggi direttamente la voce biografica; le modifiche saranno visibili in questa lista entro pochi giorni. Per chiarimenti vedi il progetto biografie. La lista contiene solo le 129 persone che sono citate nell'enciclopedia e per le quali è stato implementato correttamente il template Bio. Pagina aggiornata al 2 giu 2025. |

- 1º novembre - Michele Guanti, politico italiano († 2013)
- 1º novembre - Bianca Lokar, nuotatrice italiana († 2012)
- 1º novembre - Eva Macapagal, medica filippina († 1999)
- 1º novembre - Vincenzo Monaldi, calciatore e allenatore di calcio italiano († 2000)
- 1º novembre - Nives Poli, ballerina, coreografa e regista teatrale italiana († 1999)
- 2 novembre - Oreste Brondi, calciatore italiano
- 2 novembre - Roberto Calandra, architetto italiano († 2015)
- 2 novembre - Hans Juurup, cestista estone († 2009)
- 2 novembre - Wilhelm Piec, calciatore polacco († 1954)
- 3 novembre - Annalisa Bossi, tennista tedesca († 2015)
- 3 novembre - Osvaldo Miranda, attore argentino († 2011)
- 3 novembre - Amleto Sartori, scultore e poeta italiano († 1962)
- 4 novembre - Salvatore Mazzocco, compositore e paroliere italiano († 1976)
- 4 novembre - Wee Kim Wee, politico singaporiano († 2005)
- 5 novembre - Walter Molino, illustratore, fumettista e pittore italiano († 1997)
- 6 novembre - Peter Thomas Bauer, economista ungherese († 2002)
- 6 novembre - Ugo Del Curto, militare e aviatore italiano († 1941)
- 6 novembre - Georges Martin, ciclista su strada francese († 2010)
- 6 novembre - Duilio Mengozzi, presbitero e insegnante italiano († 2005)
- 6 novembre - Maria Giovanna Albertoni Pirelli, filantropa italiana († 1970)
- 6 novembre - Pietro Sissa, scrittore italiano († 1989)
- 6 novembre - Giovanni Tavoletti, calciatore italiano († 1999)
- 6 novembre - Giulio Venini, militare italiano († 1941)
- 6 novembre - Nicanor Yñiguez, politico filippino († 2007)
- 7 novembre - Alfonso De Franciscis, archeologo italiano († 1989)
- 7 novembre - Jane Hamilton, attrice e modella statunitense († 2004)
- 7 novembre - Philip Morrison, fisico statunitense († 2005)
- 8 novembre - Jože Borštnar, politico e militare sloveno († 1992)
- 8 novembre - Lamberto Gardelli, direttore d'orchestra italiano († 1998)
- 9 novembre - Luigi Barriello, militare italiano († 1941)
- 9 novembre - Hanka Bielicka, attrice, cabarettista e cantante polacca († 2006)
- 9 novembre - Piet Dumortier, calciatore olandese († 1945)
- 9 novembre - Carl Fallberg, fumettista statunitense († 1996)
- 9 novembre - André François, fumettista francese († 2005)
- 9 novembre - Denis Eugene Hurley, arcivescovo cattolico sudafricano († 2004)
- 9 novembre - Aleda Lutz, infermiera statunitense († 1944)
- 9 novembre - Martti Salminen, cestista finlandese († 1970)
- 9 novembre - Sargent Shriver, diplomatico, politico e attivista statunitense († 2011)
- 10 novembre - Felice Di Stefano, compositore italiano († 1994)
- 10 novembre - Torcuato Fernández-Miranda Hevia, politico spagnolo († 1980)
- 10 novembre - Ernst Hartmann, medico e scrittore tedesco († 1992)
- 11 novembre - Severo Cominelli, calciatore italiano († 1998)
- 11 novembre - Benito Albino Dalser, militare italiano († 1942)
- 11 novembre - Matt Guokas, cestista statunitense († 1993)
- 11 novembre - Otello Marilli, politico italiano († 1979)
- 11 novembre - Anna Schwartz, economista statunitense († 2012)
- 11 novembre - Adriano Visconti, ufficiale italiano († 1945)
- 12 novembre - Roland Barthes, saggista, critico letterario e linguista francese († 1980)
- 12 novembre - Stelio Crise, bibliotecario, scrittore e critico letterario italiano († 1991)
- 12 novembre - Richard Ney, attore statunitense († 2004)
- 13 novembre - Clara Marangoni, ginnasta italiana († 2018)
- 13 novembre - Giusto Monaco, filologo classico, grecista e latinista italiano († 1994)
- 13 novembre - Roland Rossel, calciatore svizzero († 2002)
- 13 novembre - Heinz Schlauch, nuotatore tedesco († 1945)
- 13 novembre - Sergio Ulivieri, calciatore e allenatore di calcio italiano
- 14 novembre - Billy Bauer, chitarrista statunitense († 2005)
- 14 novembre - Leandro Fusaro, politico italiano († 1990)
- 14 novembre - Martha Tilton, cantante statunitense († 2006)
- 15 novembre - Elliott Chaze, giornalista e scrittore statunitense († 1990)
- 15 novembre - Michał Cwynar, militare e aviatore polacco († 2008)
- 15 novembre - Raymond F. Jones, scrittore di fantascienza statunitense († 1994)
- 15 novembre - Guy Rozemont, politico e sindacalista mauriziano († 1956)
- 15 novembre - David Stirling, militare britannico († 1990)
- 15 novembre - Savino Giuseppe Vania, politico italiano († 2002)
- 15 novembre - Ferenc Velkei, cestista e pallamanista ungherese († 2008)
- 15 novembre - Giulio Venticinque, medico, militare e partigiano italiano († 1944)
- 16 novembre - Guerriero Bolli, storico italiano († 2013)
- 16 novembre - Rado Bordon, partigiano, poeta e traduttore jugoslavo († 1992)
- 16 novembre - Michele D'Auria, religioso e militare italiano († 2003)
- 16 novembre - Felice Ippolito, geologo e ingegnere italiano († 1997)
- 16 novembre - Juan Marvezzi, calciatore argentino († 1971)
- 17 novembre - Dory Cei, attrice italiana († 1988)
- 17 novembre - Romano Galeffi, filosofo italiano († 1998)
- 17 novembre - Albert Malbois, vescovo cattolico francese († 2017)
- 17 novembre - Franco Petermann, calciatore italiano († 1997)
- 18 novembre - Giuseppe Albanese Ruffo, militare italiano († 1942)
- 18 novembre - Walter Günther, calciatore tedesco († 1989)
- 18 novembre - Leoncillo Leonardi, scultore e disegnatore italiano († 1968)
- 18 novembre - René Margotton, pittore, litografo e illustratore francese († 2009)
- 18 novembre - Boots Mussulli, sassofonista, clarinettista e direttore d'orchestra statunitense († 1967)
- 18 novembre - Alfred Nakache, nuotatore e pallanuotista francese († 1983)
- 18 novembre - Dennis Pappas, pallanuotista sudafricano († 1984)
- 19 novembre - Cesarina Gheraldi, attrice italiana († 1986)
- 19 novembre - Najeeb Halaby, aviatore statunitense († 2003)
- 19 novembre - Anita Lizana, tennista cilena († 1994)
- 19 novembre - Joseph Moingt, presbitero e teologo francese († 2020)
- 19 novembre - Arno Schönberger, storico dell'arte tedesco († 1993)
- 19 novembre - Earl Wilbur Sutherland, fisiologo statunitense († 1974)
- 20 novembre - Duke Cumberland, cestista statunitense († 1974)
- 20 novembre - Bruno Gentili, filologo classico, grecista e bizantinista italiano († 2014)
- 20 novembre - Dulcie Gray, attrice, cantante e scrittrice britannica († 2011)
- 20 novembre - Hu Yaobang, politico cinese († 1989)
- 20 novembre - Kon Ichikawa, regista cinematografico e animatore giapponese († 2008)
- 20 novembre - Adelmo Tacconi, vescovo cattolico italiano († 2003)
- 21 novembre - Franco Castellani, attore italiano († 1983)
- 21 novembre - Franco Monaco, giornalista e scrittore italiano († 2021)
- 21 novembre - Arnaldo Salvi, calciatore italiano († 2002)
- 22 novembre - Jakov Kucenko, sollevatore sovietico († 1988)
- 22 novembre - Oswald Morris, direttore della fotografia britannico († 2014)
- 22 novembre - Kishore Sahu, regista, sceneggiatore e produttore cinematografico indiano († 1980)
- 22 novembre - Aldo Mazzini Sandulli, giurista e politico italiano († 1984)
- 23 novembre - John Dehner, attore statunitense († 1992)
- 23 novembre - Julio César Méndez Montenegro, politico guatemalteco († 1996)
- 23 novembre - Sante Patussi, militare italiano († 1941)
- 23 novembre - Luis Valenzuela González, allenatore di pallacanestro cileno († 2007)
- 25 novembre - Gösta Frändfors, lottatore svedese († 1973)
- 25 novembre - Kolë Jakova, poeta, drammaturgo e romanziere albanese († 2002)
- 25 novembre - Augusto Pinochet, generale e politico cileno († 2006)
- 26 novembre - Emilio D'Amore, politico italiano († 2017)
- 26 novembre - Uichi Munakata, cestista giapponese
- 26 novembre - Ēriks Raisters, calciatore lettone († 1942)
- 26 novembre - Earl Wild, pianista e compositore statunitense († 2010)
- 27 novembre - Adonias Filho, giornalista, critico letterario e saggista brasiliano († 1990)
- 27 novembre - Giovanna Fontana, stilista e imprenditrice italiana († 2004)
- 27 novembre - Leonid Arkad'evič Kostandov, politico sovietico († 1984)
- 27 novembre - Donald Whitney, statistico statunitense († 2007)
- 28 novembre - Stefano Canzio, giornalista e regista italiano († 1991)
- 28 novembre - Elsa Cenci, cestista italiana
- 28 novembre - Ján Földeš, calciatore slovacco († 1981)
- 28 novembre - Konstantin Michajlovič Simonov, scrittore sovietico († 1979)
- 29 novembre - Ludu Daw Amar, giornalista e scrittrice birmana († 2008)
- 29 novembre - Domenico La Cavera, imprenditore italiano († 2011)
- 29 novembre - Helmut Niedermayr, pilota automobilistico tedesco († 1985)
- 29 novembre - Eugene Polley, inventore statunitense († 2012)
- 29 novembre - Harold C. Schonberg, critico musicale statunitense († 2003)
- 29 novembre - Billy Strayhorn, arrangiatore, compositore e pianista statunitense († 1967)
- 30 novembre - Alfrēds Hermanovskis, cestista lettone († 1981)
- 30 novembre - Brownie McGhee, chitarrista e attore statunitense († 1996)
- 30 novembre - Henry Taube, chimico canadese († 2005)